# وای-فای ۶

لوگوی وایفای ۶

وای-فای ۶ یا IEEE 802.11ax که به‌طور رسمی توسط وای-فای آلیانس با نام Wi-Fi 6 (2.4 تا ۵ گیگا هرتز) و Wi-Fi 6E (6 گیگا هرتز) یک استاندارد مهندسان برق و الکترونیک برای شبکه‌های محلی بی‌سیم و جانشین آی‌تریپل‌ئی ۸۰۲٫۱۱ای‌سی است. همچنین به‌عنوان وای-فای با کارایی بالا(High Efficiency Wi-Fi) نیز برای بهبود عملکرد آن برای مصرف‌کنندگان هم شناخته می‌شود. وای-فای ۶ برای کارکرد خود در باندهای بین ۱ تا ۷٫۱۲۵ گیگاهرتز طراحی شده است، از جمله باندهای ۲٫۴ و ۵ گیگاهرتز در حال حاضر مورد استفاده هستند. همچنین باند بسیار وسیع تر ۶ گیگا هرتز نیز مورد استفاده قرار گرفته است. (در ایالات متحده ۵٫۹۲۵–۷٫۱۲۵ گیگاهرتز).
هدف اصلی این استاندارد افزایش توان عملیاتی در هر منطقه در سناریویهای با تراکم بالا، مانند دفاتر شرکت‌ها، مراکز خرید و آپارتمان‌های مسکونی متراکم است. همچنین بهبود نرخ اسمی داده در برابر ۸۰۲٫۱۱ای‌سی به میزان ۳۷٪ است. بهبود توان کلی (در کل شبکه) ۴۰۰٪ است (از این روی کارایی بالا نامیده می‌شود).
Wi-Fi 6 که با نام فنی 802.11ax نیز شناخته می‌شود، نسل جدیدی از فناوری وای‌فای است که نسبت به نسل‌های قبلی، سرعت، کارایی و ظرفیت بالاتری را ارائه می‌دهد. این فناوری برای پاسخگویی به نیازهای روزافزون کاربران در محیط‌هایی با تراکم بالا، مانند فرودگاه‌ها، ورزشگاه‌ها، دفاتر کاری و خانه‌های هوشمند طراحی شده است. Wi-Fi 6 می‌تواند سرعت انتقال داده‌ها را تا ۹٫۶ گیگابیت در ثانیه برساند، که در مقایسه با Wi-Fi 5 (802.11ac) پیشرفت قابل توجهی به‌شمار می‌آید.
یکی از ویژگی‌های برجسته Wi-Fi 6 استفاده از فناوری‌های جدیدی مانند OFDMA (Orthogonal Frequency Division Multiple Access) و MU-MIMO (Multi-User Multiple Input Multiple Output) است. OFDMA امکان تقسیم کانال ارتباطی به بخش‌های کوچکتر را فراهم می‌کند، به طوری که دستگاه‌های بیشتری می‌توانند هم‌زمان داده دریافت یا ارسال کنند. MU-MIMO نیز به روتر اجازه می‌دهد به‌طور همزمان با چندین دستگاه ارتباط برقرار کند، بدون اینکه کیفیت ارتباط کاهش یابد.
از دیگر مزایای Wi-Fi 6 می‌توان به افزایش بهره‌وری انرژی اشاره کرد. این فناوری با استفاده از قابلیتی به نام Target Wake Time (TWT)، زمان فعالیت دستگاه‌ها را بهینه‌سازی می‌کند. این ویژگی باعث می‌شود دستگاه‌های متصل، مانند تلفن‌های همراه و اینترنت اشیا (IoT)، تنها در زمان‌های مشخصی فعال شوند و در سایر اوقات در حالت صرفه‌جویی انرژی قرار بگیرند، که موجب افزایش عمر باتری می‌شود.
در نهایت، Wi-Fi 6 امنیت بهتری نیز ارائه می‌دهد. این نسل از وای‌فای از پروتکل WPA3 پشتیبانی می‌کند که در مقایسه با نسخه‌های قبلی، رمزگذاری قوی‌تری دارد و در برابر حملات سایبری مقاوم‌تر است. با توجه به این ویژگی‌ها، Wi-Fi 6 نه تنها تجربه بهتری از اینترنت بی‌سیم فراهم می‌کند، بلکه نقش مهمی در توسعه زیرساخت‌های ارتباطی آینده و گسترش خانه‌ها و شهرهای هوشمند دارد.